# Segona divisió de la lliga colombiana de futbol
La segona divisió de la lliga colombiana de futbol, anomenada oficialment Categoría Primera B, o per motius comercials Copa Premier, és la segona categoria del futbol de la Lliga colombiana de futbol. La competició és professional.

## Història
El primer intent de crear una segona categoria al futbol colombià fou l'any 1962 en desaparèixer la Federación Aficionada de Fútbol (Fedebol), la qual deixà diversos clubs sense competició. Així, la División Mayor del Fútbol Colombiano creà la Divisió "B" on es van incloure els clubs: Once de Noviembre (Cartagena), Deportivo Atlántico (Barranquilla), Deportivo Barranca (Barrancabermeja), Municipio de Tuluá, Boca Juniors de Cali (ara a Palmira) i Javeriano (Pasto). No obstant això l'Associació Colombiana de Futbol (Adefútbol), el màxim organisme futbolístic colombià, es va oposar a aquesta important iniciativa.
Després de 4 anys, el 1966, es posa en marxa aquesta idea amb un denominat "Torneig Especial". Van participar 8 clubs aficionats: Deportivo Girardot, Deportivo Robledo de Cartago, Sulfácidos, Disrepuestos, Distriobras Palmira, Adenorte i la selecció del departament de Huila, tots ells de ciutats que no comptaven amb equip a primera divisió. A més participaren els reserves de dotze dels catorze equips de la màxima categoria. Esdevingué campió l'equip reserva de l'América de Cali
El 1968 es torna a realitzar una segona versió del torneig anomenada "Torneig de Segona Categoria", amb la participació de vuit clubs de ciutats que no comptaven amb equip a primera divisió. Fou campió el Juvenil Buga. La resta de participants foren: Juventud Girardot, Deportivo Tuluá, Deportes Cartago, Atlético Barranca, Unión Sogamoso i Atlético Palmira.
Entre 1978 i 1981 es realitzà el Torneig Nacional de Reserves, una mena de segona divisió que tampoc va tenir continuïtat.
Finalment, el 1991, la División Mayor del Fútbol Colombiano (Dimayor), amb el suport de l'empresa privada Concasa, decidí organitzar la Categoría Primera B, que també fou coneguda com a Copa Concasa, nom que mantingué fins al 1997.
El nombre d'equips ha estat successivament: El 1991 10 equips, 1992 12, 1993 14, 1996 16 equips, el 2002 es reduí a 14, el 2003 ascendí a 17 i el 2005 18.

## Equips participants
| - Deportes Quindío de Armenia (Quindio) - Alianza Petrolera de Barrancabermeja (Santander). - Cortuluá de Tuluá (Valle del Cauca). - Barranquilla FC de Barranquilla (Atlántico). - Bogotá FC de Bogotá D.C. - Llaneros de Villavicencio (Meta). - Atlético FC de Cali (Valle del Cauca). - Deportivo Pereira de Pereira (Risaralda). |  | - Boca Juniors de Cali de Cali (Valle del Cauca). - Tigres Fútbol Club de Soacha (Cundinamarca). - Fortaleza FC de Cota (Cundinamarca). - Real San Andrés de San Andrés (San Andrés) - Boyacá Chicó de Tunja (Boyacá). - Orsomarso de Palmira (Valle del Cauca). - Leones Fútbol Club de Rionegro (Antioquia). - Real Cartagena de Cartagena (Bolívar). - Valledupar FC de Valledupar (Cesar). |

## Historial
- 1991 Envigado Fútbol Club
- 1992 Atlético Huila
- 1993 Cortuluá
- 1994 Deportes Tolima
- 1995 Atlético Bucaramanga
- 1995-96 Cúcuta Deportivo
- 1996-97 Deportivo Unicosta
- 1997 Atlético Huila
- 1998 Deportivo Pasto
- 1999 Real Cartagena
- 2000 Deportivo Pereira
- 2001 Deportes Quindío
- 2002 Centauros Villavicencio
- 2003 Bogotá Chicó Fútbol Club
- 2004 Real Cartagena
- 2005 Cúcuta Deportivo
- 2006 La Equidad
- 2007 Envigado Fútbol Club
- 2008 Real Cartagena
- 2009 Cortuluá
- 2010 Itagüí Ditaires
- 2011 Deportivo Pasto
- 2012 Alianza Petrolera
- 2013 Uniautónoma
- 2014 Jaguares Fútbol Club
- 2015 Atlético Bucaramanga
- 2016 América de Cali
- 2017 Boyacá Chicó
- 2018 Cúcuta Deportivo
- 2019 Deportivo Pereira
- 2020/2021-I Atlético Huila
- 2021-II Unión Magdalena
- 2022 Boyacá Chicó